# Juliana Bacellar
Juliana Bacellar Pires de Souza (Bauru, 14 de junho de 1980) consultora, diretora internacional da FIPI e sócia-fundadora da JB Academy.

## Carreira
A consultora master de imagem e moda Juliana Bacellar é formada em Administração de Empresas e pós-graduada em Gestão Estratégica de Vendas, começou sua carreira na moda há vinte e cinco anos atrás como consultora de moda. É a primeira brasileira a ser membro master e treinadora reconhecida pela Federation of Image Professional International.
Juliana também acumula experiências e certificados internacionais ao longo da sua carreira. Os países por onde passou e conquistou certificados foram França, Portugal e também Estados Unidos, com seus respectivas graduações em Personal Stylist, Personal Shopper, Visagismo, Relooking, Coloração Pessoal (pelo Color Me Beautiful), Branding, Maquiagem, Moda e Styling.